# Gaugrehweiler

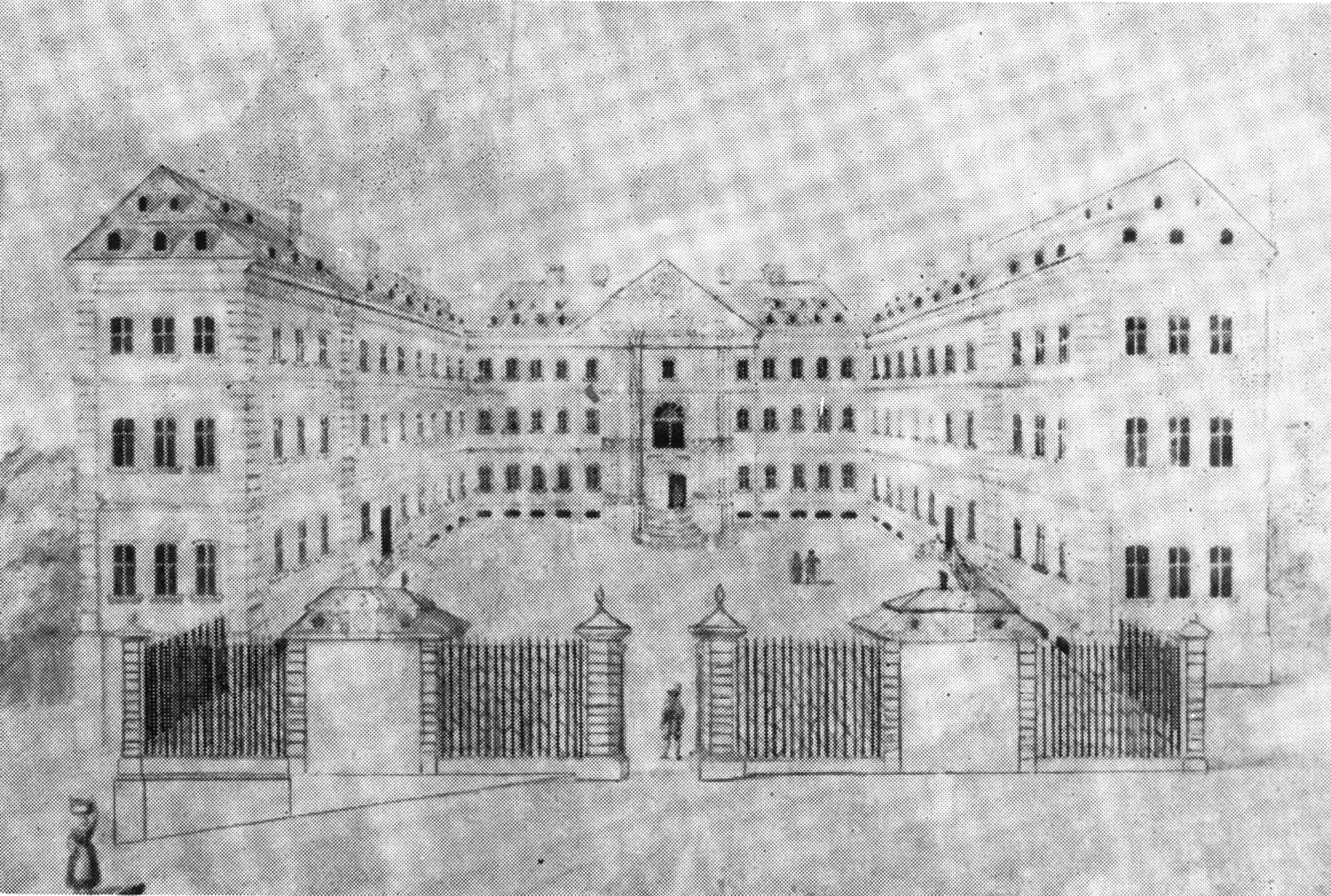
Schloss Gaugrehweiler

Gaugrehweiler (pfälzisch: Grehwiller) ist eine Ortsgemeinde im Donnersbergkreis in Rheinland-Pfalz. Sie gehört der Verbandsgemeinde Nordpfälzer Land an.

## Geographie

### Lage
Die Gemeinde liegt im Münstertal im Nordpfälzer Bergland, zwischen Kaiserslautern und Bad Kreuznach. Zu Gaugrehweiler gehören zusätzlich die Wohnplätze Gutenbacherhof und Leiningerhof.

### Gewässer
Durch Gaugrehweiler fließt der Appelbach, alternativ „die Appel“ genannt. Durch den Osten der Gemarkung verläuft der Gutenbach, der von rechts den Engelsbach aufnimmt.

## Geschichte
Seit 1401 wird Gaugrehweiler neben 30 weiteren Pfarreien erstmals als Teil des Landkapitels Münsterappel der Mainzer Erzdiözese erwähnt.
Seit dem 15. Jahrhundert wird je ein Grehweiler im Appel- und im Moscheltal dadurch unterschieden, dass man das erstere als im Gau, d. h. im offenen, waldlosen Land, das andere als im Wald gelegene charakterisiert. Beide Dorfbezeichnungen beinhalten das mittelhochdeutsche „greve“, oder „grebe“, bzw. das mittelhochdeutsche Wort: „grave“ = Graf. Demnach bedeutet Grehweiler: „Weiler des Grafen“.
Wild- und Rheingraf Friedrich Wilhelm wählte 1689 nach Zerstörung von Burg Rheingrafenstein durch General Mélac Gaugrehweiler zu seiner neuen Residenz. Sein Enkel Carl Magnus (1718–1793) begann 1748 mit der Erbauung eines großen Schlosses im Stil von Versailles. Der Bauherr war total verschuldet und wurde in Wien wegen Betrugs angeklagt. Kaiser Josef II. verurteilte ihn 1775 zu zehn Jahren Haft in Königstein.
Von 1798 bis 1814, als die Pfalz Teil der Französischen Republik (bis 1804) und anschließend Teil des Napoleonischen Kaiserreichs war, war die Gemeinde in den Kanton Rockenhausen eingegliedert. 1815 gehörte der Ort zunächst erneut zu Österreich. Ein Jahr später wurde er Bayern zugeschlagen. Von 1818 bis 1862 war Gau-Grehweiler – so die damalige Schreibweise – Bestandteil des Landkommissariat Kirchheim, das anschließend in ein Bezirksamt umgewandelt wurde.
Am 1. Dezember 1900 wechselte die Gemeinde in das neu geschaffene Bezirksamt Rockenhausen. Ab 1939 war der Ort Bestandteil des Landkreises Rockenhausen. Nach dem Zweiten Weltkrieg wurde Gaugrehweiler innerhalb der französischen Besatzungszone Teil des damals neu gebildeten Landes Rheinland-Pfalz. 1961 hatte die Gemeinde insgesamt 614 Einwohner. Im Zuge der ersten rheinland-pfälzischen Verwaltungsreform wechselte die Gemeinde in den neu geschaffenen Donnersbergkreis. 1972 wurde sie der neu gebildeten Verbandsgemeinde Alsenz-Obermoschel zugeschlagen. 2001 beging die Ortsgemeinde außerdem die 600-Jahr-Feier. Seit 2020 ist Gaugrehweiler Bestandteil der Verbandsgemeinde Nordpfälzer Land.

## Religion
Im Ort befand sich einst eine Synagoge. Am 22. Oktober 1940 wurden die in Gaugrehweiler lebenden Juden im Zuge der Wagner-Bürckel-Aktion deportiert.

## Politik

### Bürgermeister
Romy Heblich ist seit 2019 Ortsbürgermeisterin von Gaugrehweiler.
Der Vorgänger war Horst Fiscus.

### Wappen
| Wappen von Gaugrehweiler | Blasonierung: „Auf blauem Hintergrund der Heilige Nikolaus mit rotem Gewand und goldenen Mantel.“ |
| Wappen von Gaugrehweiler | Wappenbegründung: Der goldene Kranz (Nimbus) um seinen Kopf bezeugt seine Heiligkeit. Auf seinem Kopf trägt er eine Mitra (griechisch μίτρα „Stirnbinde“). Sie ist die traditionelle liturgische Kopfbedeckung der Bischöfe vieler christlicher Kirchen. In seiner linken Hand hält den Bischofsstab, auch Krummstab genannt. Ein religiöses Herrschaftssymbol in vielen Ländern. Seine rechte Hand hält drei goldene Kugeln, diese sind das Attribut des Heiligen Nikolaus und entstammen der Mitgiftslegende über ihn. |

## Kultur

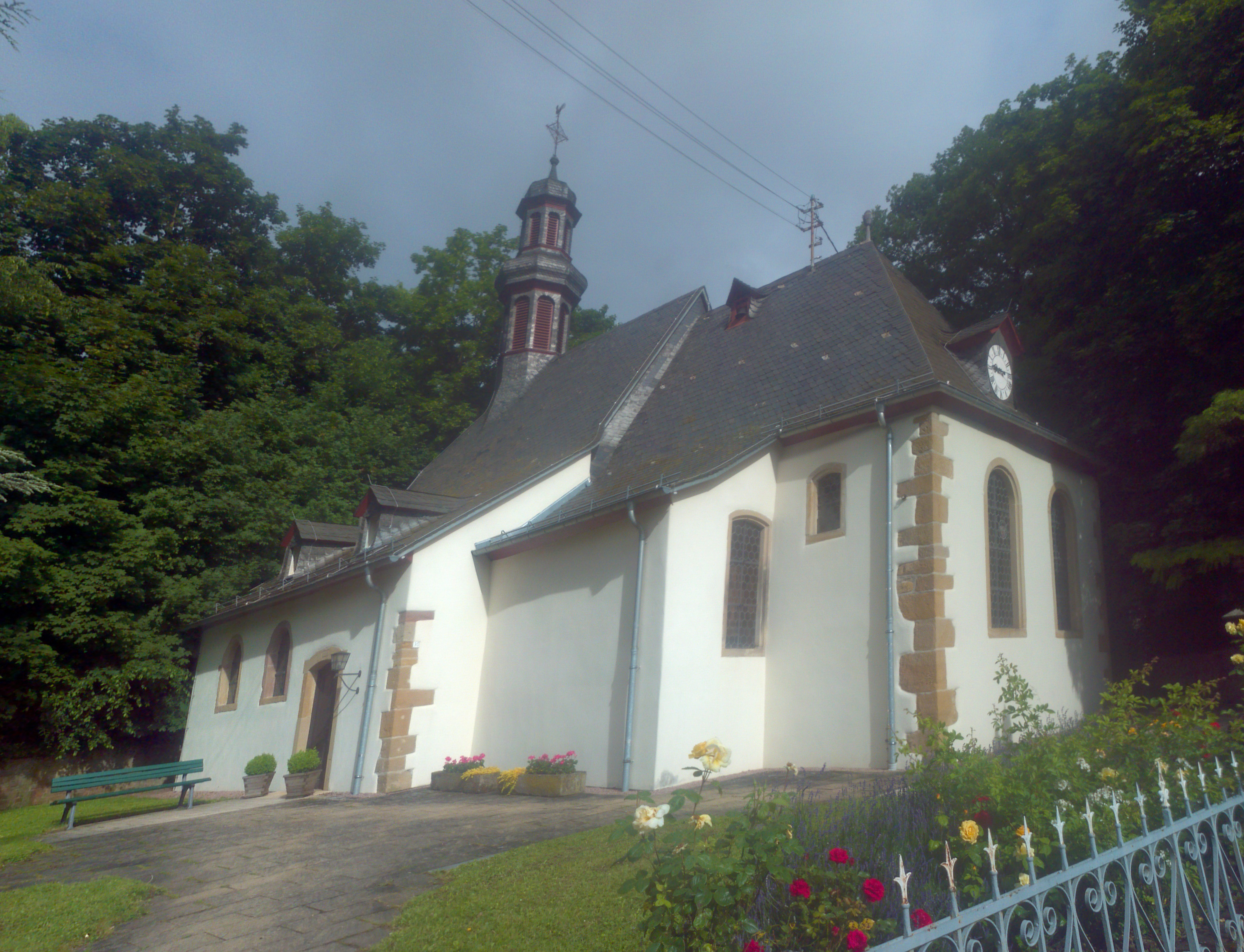
Denkmalgeschützte Pfarrkirche Gaugrehweiler

### Kulturdenkmäler
Der Ortskern, der jüdische Friedhof und die Häuserensembles Hauptstraße 9–23 sowie Hauptstraße 73–85 sind als Denkmalzonen ausgewiesen. Hinzu kommen insgesamt 22 Einzelobjekte, die unter Denkmalschutz stehen, darunter die Reste des Rheingräflichen Schlosses. Letzteres wurde bereits 1795 von französischen Revolutionstruppen vollständig zerstört. Auf den Restfundamenten des Schlosses wurde später das Dorfgemeinschaftshaus gebaut.

### Sonstige Bauwerke
Innerhalb der Gemeindegemarkung befand sich einst die Burg Gaugrehweiler.

### Veranstaltungen
Um den 1. Sonntag im Juli findet jährlich der „Gaugrehweilerer Markt“ statt.

## Wirtschaft und Infrastruktur

### Verkehr
Durch den Ort verläuft die Landesstraße 400. Über die A 63 im Osten besteht Anschluss an den Fernverkehr. Nächstgelegene Bahnhöfe sind Alsenz und Rockenhausen an der Alsenztalbahn. Durch Gaugrehweiler führen die von Behles Bus betriebenen Buslinien 902 und 914.

### Tourismus
Durch Gaugrehweiler führt außerdem der Appelbach-Radweg.  Durch den Osten der Gemarkung verläuft der mit einem roten Balken markierte Fernwanderweg Donnersberg–Donon.

## Persönlichkeiten

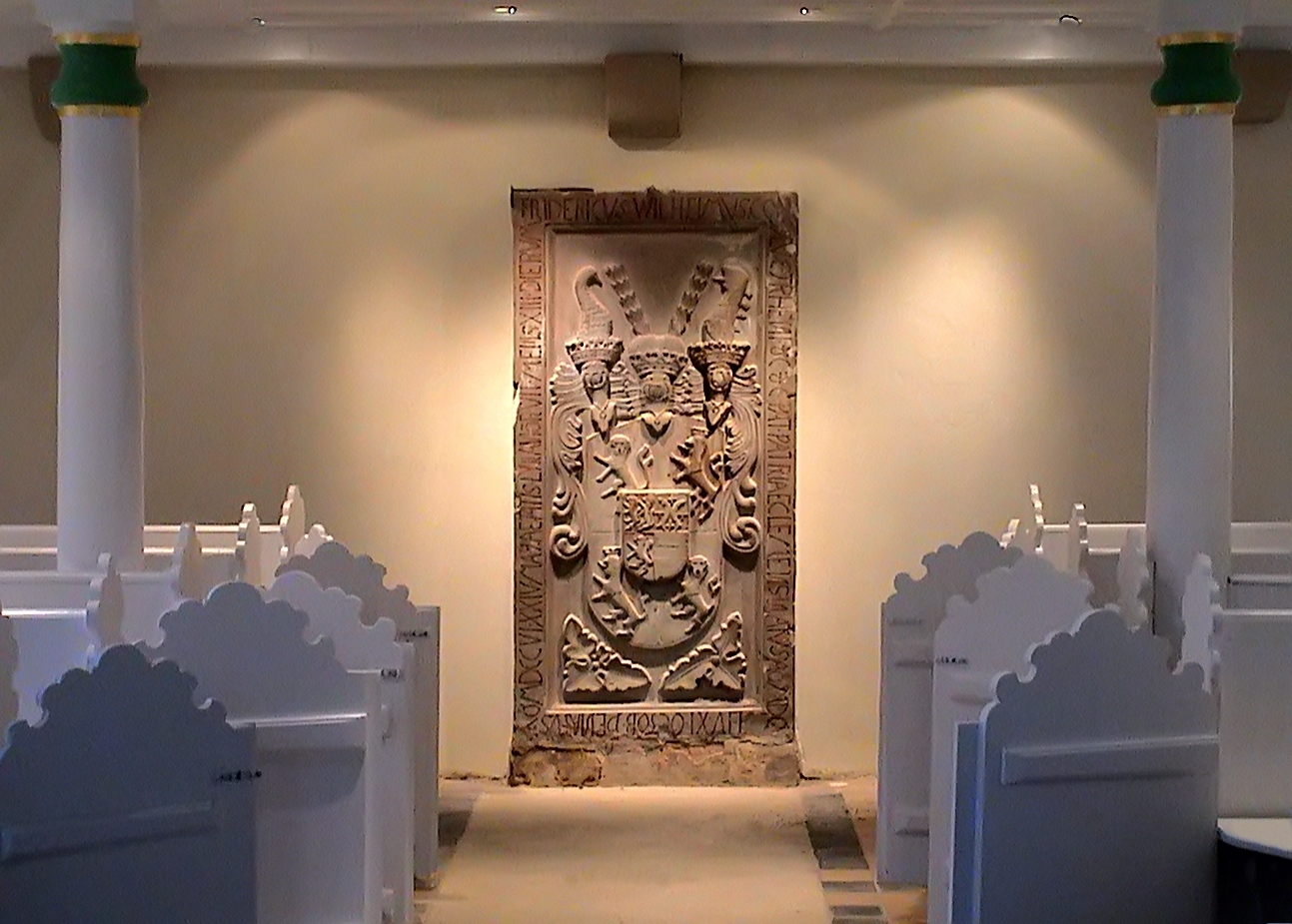
Grabplatte des ersten Rheingrafen in Gaugrehweiler - Friedrich Wilhelm

### Ehrenbürger
- Rudi Stock (1930–2025), Altbürgermeister

### Söhne und Töchter der Gemeinde
- Friedrich Wilhelm (1644–1706), Wild- und Rheingraf in Rheingrafenstein und Gaugrehweiler
- Carl Magnus von Rheingrafenstein (1718–1793), Wild- und Rheingraf
- Johann Ludwig Alexander Herrenschneider (1760–1843), Meteorologe und Astronom, Professor der Mathematik, Physik und Astronomie an der Universität Straßburg, Stadtbibliothekar, Grabmal in der Straßburger Église Saint-Thomas
- Joseph Martin Reichard (1803–1872), Politiker und Revolutionär

### Personen, die vor Ort gewirkt haben
- Johann Friedrich Schmoll (1739–1794), Organist und Komponist, arbeitete bis 1771 am Hof des in Gaugrehweiler ansässigen Wild- und Rheingrafen
- Friedrich Pape, 1792/93 Mitglied des Rheinisch-Deutschen Nationalkonvents